# Quakertown
Quakertown è un comune (borough) degli Stati Uniti d'America, nella Bucks nello Stato della Pennsylvania. Si trova a 26 km a sud di Bethlehem e a 47 km a nord di Filadelfia. Per la sua posizione Quakertown si trova al confine tra le aree metropolitane della Delaware Valley e della Lehigh Valley. Quakertown è considerata parte dell'area urbana di Allentown–Bethlehem.

## Storia
Quakertown fu fondata dai Quaccheri. L'insediamento, tuttavia, non fu conosciuto con il nome di Quakertown fino all'apertura del suo primo ufficio postale nel 1803. Il 18 settembre 1777, durante la Guerra d'indipendenza americana, un convoglio di carri che trasportava la Liberty Bell da Filadelfia ad Allentown, al comando del colonnello Thomas Polk, si fermò a Quakertown. Durante la notte la Liberty Bell fu custodita dietro alla casa di Evan Foulke (1237 West Broad Street), mentre i membri della spedizione alloggiarono al Red Lion Inn.